# Büchelberg (Wörth)
Büchelberg ist mit ca. 900 Einwohnern der kleinste Ortsbezirk der Stadt Wörth am Rhein und liegt im Landkreis Germersheim in Rheinland-Pfalz. Vor der Eingemeindung war Büchelberg mit 10.076 Hektar die flächenmäßig größte Gemeinde in Rheinland-Pfalz, da 9760 Hektar des Bienwalds zur Gemarkung gehörten.

## Geographische Lage
Der Ort liegt in der südöstlichsten Ecke von Rheinland-Pfalz auf einer kleinen Rodungsinsel mitten im Bienwald.

## Geschichte

### Name
Der Ortsname leitet sich von dem Büchelberg ab, einem mit Buchen bewachsenen Kalkhügel im Bienwald. Die mundartliche Ortsbezeichnung lautet „Bichlbe'ch“, bzw. „Bich'lbärch“, wobei „Biechel“ die Bezeichnung für eine junge Buche ist. Im 18. Jahrhundert sind neben Büchelberg unterschiedliche Schreibweisen dokumentiert: Buhelberg, Bichelberg, Bigelberg, Bickelberg, Pigelberg und Büglberg.

### Frühgeschichte
Mittels luftbildarchäologischer Methoden konnte bei Büchelberg der Grundriss einer römischen Hofanlage nachgewiesen werden.

### Dorfgründung
Die Gründung des Dorfes Büchelberg steht im Zusammenhang mit dem Bau der Festung Fort-Louis in den Jahren 1687 bis 1688, beauftragt durch den französischen Kriegsminister Louvois unter König Ludwig XIV. Der für den Festungsbau benötigte Kalk wurde im Bienwald abgebaut und gebrannt. Viele der Arbeiter, Kalkbrenner und Holzhauer kamen aus verschiedenen Regionen Frankreichs. Während nach der Errichtung der Festung die meisten Arbeiter wieder abwanderten, ließen sich acht bis zehn Haushalte dauerhaft nieder. Nach einer Beurkundung von Eigentumsrechten von 1751 wird das Jahr 1692 als das eigentliche Gründungsjahr Büchelbergs angesehen.

### 18. Jahrhundert
1720 wohnten in Büchelberg 44 Familien mit ca. 200 Personen. Zwischen 1745 und 1747 wurde als Ersatz für die 1697 errichtete baufällige Holzkirche eine Steinkirche erbaut. 1751 wurde zwischen den Büchelberger Einwohnern und den Vertretern des Landesherrn, dem Fürstbischof von Speyer Franz Christoph, der sogenannte Dorfvertrag abgeschlossen. Darin wurden die Landnutzungsrechte der Einwohner gegen entsprechende Zinszahlungen geregelt. In der unter französischer Souveränität stehenden Südpfalz wurde 1790 im Zuge der französischen Revolution der Speyerer Fürstbischof als Landesherr entmachtet. Nach einer Verwaltungsreform verlor Büchelberg 1795 vorübergehend die Eigenständigkeit und wurde in die Kantonsgemeinde Lauterburg eingegliedert.

### 19. Jahrhundert
Nach den napoleonischen Kriegen wurde 1816 der Ort Teil des Königreichs Bayern. Aufgrund der schwierigen wirtschaftlichen Lage wanderten im 19. Jahrhundert viele Einwohner Büchelbergs aus. Zwischen 1807 und 1816 siedelten elf Büchelberger Familien mit 53 Personen nach Südrussland um. Zwischen 1820 und 1890 verließen etwa 200 Einwohner den Ort, hauptsächlich nach Amerika. Der bis dahin keiner Gemeinde gehörende Bienwald wurde 1825 der Gemeinde Büchelberg zugewiesen.

### 20. Jahrhundert
1924 wurde Büchelberg an das Telefonnetz angeschlossen und ein Jahr später die Elektrizitätsversorgung und Straßenbeleuchtung installiert.
Durch die Einquartierung vieler Westwallarbeiter stieg 1938/39 die Wohnbevölkerung in Büchelberg fast um das Dreifache an. Mit dem Beginn des Zweiten Weltkriegs wurde die Büchelberger Bevölkerung von September 1939 bis August 1941 nach Mainfranken evakuiert. Zwei weitere Evakuierungen erfolgten im Dezember 1944 und Mai 1945. Büchelberg war nach dem Krieg zu etwa 90 % zerstört und war unter den pfälzischen Dörfern dasjenige mit den massivsten Kriegsschäden.
Wichtige Meilensteine beim Wiederaufbau der Infrastruktur in der Nachkriegszeit war die Errichtung einer zentralen Wasserversorgungsanlage 1948–1951 (Erweiterung 1964), der Neubau des Schulhauses 1950–1952, der Rathausneubau 1951–1952 (Erweiterung 1964), der Aufbau einer Kanalisation 1951–1956 und 1965–1971, sowie der Ausbau der Ortsstraßen ab 1953.
Seit dem 9. Juni 1979 ist die bis dahin eigenständige Gemeinde Büchelberg ein Ortsbezirk der Stadt Wörth am Rhein. Ortsvorsteher von 1979 bis 1999 war Engelbert Gerstner (CDU), der auch letzter Bürgermeister der Ortsgemeinde war.

### 21. Jahrhundert
Ortsvorsteher von 1999 bis 2019 war Klaus Rinnert (CDU), seit 2019 ist Stefanie Gerstner (CDU) Ortsvorsteherin.

### Einwohnerentwicklung
| Jahr | Einwohner |
| ---- | --------- |
| 1746 | 180       |
| 1763 | 360       |
| 1787 | 566       |
| 1802 | 643       |

| Jahr | Einwohner |
| ---- | --------- |
| 1849 | 860       |
| 1861 | 720       |
| 1871 | 744       |
| 1939 | 968 1     |

| Jahr | Einwohner |
| ---- | --------- |
| 2010 | 908       |
| 2013 | 902       |
| 2014 | 897       |
| 2015 | 903       |

Im Jahr 1871 waren von insgesamt 744 Einwohnern 715 katholisch und 29 evangelisch.

## Politik

### Ortsbezirk
Der Ortsteil Büchelberg ist einer von vier Ortsbezirken der Stadt Wörth am Rhein und wird von einem Ortsbeirat sowie einem Ortsvorsteher politisch vertreten.

### Ortsbeirat
Der Ortsbeirat besteht aus 10 Mitgliedern, die bei der Kommunalwahl am 9. Juni 2024 in einer personalisierten Verhältniswahl gewählt wurden, und der ehrenamtlichen Ortsvorsteherin als Vorsitzender.
Die Sitzverteilung im Ortsbeirat:
| Wahl | SPD | CDU | Grüne | FWG | Gesamt   |
| ---- | --- | --- | ----- | --- | -------- |
| 2024 | –   | 7   | –     | 3   | 10 Sitze |
| 2019 | 1   | 6   | –     | 3   | 10 Sitze |
| 2014 | –   | 9   | 1     | –   | 10 Sitze |
| 2009 | 1   | 8   | 1     | –   | 10 Sitze |
| 2004 | 2   | 7   | 1     | –   | 10 Sitze |

### Ortsvorsteher
Stefanie Gerstner (CDU) wurde im Sommer 2019 Ortsvorsteherin von Büchelberg. Bei der Stichwahl am 16. Juni 2019 hatte sie sich mit einem Stimmenanteil von 50,93 % durchgesetzt, nachdem bei der Direktwahl am 26. Mai 2019 keiner der ursprünglich drei Bewerber eine ausreichende Mehrheit erreicht hatte. Bei der Direktwahl am 9. Juni 2024 wurde sie als einzige Bewerberin mit 82,5 % für weitere fünf Jahre in ihrem Amt bestätigt.
Gerstners Vorgänger Klaus Rinnert (CDU) hatte das Amt 20 Jahre ausgeübt.

## Sehenswürdigkeiten
Im Nachrichtlichen Verzeichnis der Kulturdenkmäler der Generaldirektion Kulturelles Erbe Rheinland-Pfalz sind fünf Einzeldenkmale aufgeführt, die in Büchelberg unter Denkmalschutz stehen. Darunter ist die barocke Westfassade der St.-Laurentius-Kirche.

## Verkehr
Büchelberg ist über die Buslinie 549, die die beiden Bahnhöfe Kandel und Berg miteinander verbindet, an das Nahverkehrsnetz angeschlossen.

## Persönlichkeiten
- Ferdinand Brossart (1849–1930), Auswanderer in die USA, dort von 1916 bis 1923 Bischof von Covington, Kentucky.
- Martin Walzer (1883–1958), Priester